# Barichneumon
Barichneumon is een geslacht van insecten uit de orde van de vliesvleugeligen (Hymenoptera) en de familie Ichneumonidae.

## Soorten
- B. absolutus (Tosquinet, 1903)
- B. additus (Cresson, 1874)
- B. albicaudatus (Fonscolombe, 1847)
- B. albignator Aubert, 1994
- B. albipilosus (Cameron, 1903)
- B. amabilis Habermehl, 1917
- B. anator (Fabricius, 1793)
- B. anatorius (Berthoumieu, 1899)
- B. annulicornis (Cameron, 1905)
- B. arakawai (Uchida, 1925)
- B. archboldi Heinrich, 1972
- B. aztecus (Cameron, 1886)
- B. bactricus (Habermehl, 1920)
- B. bilunulatus (Gravenhorst, 1829)
- B. californicus Heinrich, 1971
- B. cameroni (Heinrich, 1931)
- B. canariensis Hellen, 1949
- B. carolinensis Heinrich, 1972
- B. castoldii (Costa, 1886)
- B. comis (Wesmael, 1857)
- B. condecoratus (Gravenhorst, 1829)
- B. constrictus (Uchida, 1956)
- B. coxalis (Cameron, 1905)
- B. curticornis (Heinrich, 1934)
- B. chionomus (Wesmael, 1845)
- B. danieli Heinrich, 1972
- B. derogator (Wesmael, 1845)
- B. dicax (Tosquinet, 1903)
- B. erythropoda (Cameron, 1904)
- B. erythrozonus (Cameron, 1905)
- B. excelsior (Heinrich, 1962)
- B. flaviscuta Heinrich, 1971
- B. floridanus Heinrich, 1972
- B. fumipennis (Gravenhorst, 1829)
- B. funkikonis (Uchida, 1932)
- B. fuscatus (Uchida, 1925)
- B. fuscosignatus Heinrich, 1972
- B. gaullei (Berthoumieu, 1903)
- B. gemellus (Gravenhorst, 1829)
- B. heracliana (Bridgman, 1884)
- B. hispanator Aubert, 1993
- B. hozanensis Uchida, 1932
- B. imitator (Kriechbaumer, 1882)
- B. iowensis Heinrich, 1978
- B. leucurus (Kriechbaumer, 1894)
- B. libens (Cresson, 1877)
- B. limpidipennis (Kokujev, 1909)
- B. lituratae (Hartig, 1838)
- B. lucipetens Roman, 1935
- B. macariae (Cameron, 1905)
- B. manni (Kriechbaumer, 1888)
- B. marginoscutellaris (Uchida, 1952)
- B. microcerus (Gravenhorst, 1829)
- B. mitra (Cameron, 1897)
- B. montgator Selfa & Anento, 1996
- B. muciallae (Wilkinson, 1930)
- B. neosorex Heinrich, 1972
- B. nigrifemur (Tischbein, 1881)
- B. nigripes (Cameron, 1903)
- B. nubilis (Brischke, 1891)
- B. obsoletorius (Costa, 1886)
- B. parvulus Kusigemati, 1989
- B. peramoenus (Heinrich, 1962)
- B. peregrinator (Linnaeus, 1758)
- B. perversus (Kriechbaumer, 1893)
- B. pilosus (Cameron, 1904)
- B. plagiarius (Wesmael, 1848)
- B. praeceptor (Thunberg, 1822)
- B. procerus (Gravenhorst, 1829)
- B. pulchralis (Kokujev, 1909)
- B. quadriguttatus (Gravenhorst, 1829)
- B. queyranus (Pic, 1914)
- B. rhenanus (Habermehl, 1916)
- B. rufipes
- B. sambonis (Uchida, 1926)
- B. scopanator Tereshkin, 2004
- B. scopulatus Tereshkin, 2004
- B. sedulus (Gravenhorst, 1820)
- B. sexalbatus (Gravenhorst, 1820)
- B. similis Selfa, 1991
- B. sorex (Heinrich, 1962)
- B. soror (Cresson, 1864)
- B. sphageti Heinrich, 1971
- B. strymonidiae Kusigemati, 1989
- B. submontanus Heinrich, 1951
- B. suisharioensis Uchida, 1932
- B. syriator Aubert, 1993
- B. tainanensis Uchida, 1932
- B. tamahonis (Uchida, 1932)
- B. tanakai Kusigemati, 1989
- B. teshionis (Uchida, 1926)
- B. tibialis (Brischke, 1878)
- B. tischbeini (Kriechbaumer, 1894)
- B. tosaensis (Uchida, 1935)
- B. tropicus (Heinrich, 1934)
- B. varibalteatus (Cameron, 1907)
- B. vishnu (Cameron, 1897)